# Abraxas plumbeata
Abraxas plumbeata là một loài bướm đêm trong họ Geometridae.